# Estação Bebedouro
A Estação Bebedouro é uma das estações da Linha Azul do Sistema de Trens Urbanos de Maceió, situada em Maceió, entre a Estação Mutange e a Estação Sururu de Capote.
Foi inaugurada em 2 de dezembro de 1884 com o intuito de ligar o centro de Maceió a cidade de Vila Imperatriz, Atual União dos Palmares. Localiza-se na Rua Tobias Barreto. Atende o bairro do Bebedouro.
A construção foi realizada pela Alagoas Railway Limited. Foi preciso realizar a desocupação de imóveis na região do Mutange para a construção da ferrovia da imperatriz. A companhia foi representada por William Humphrey, e iniciou os acordos de indenizações em 1883. Dentre os proprietários de imóveis indenizados esteve o Comendador Jacintho Nunes Leite.